# A Holland Antillák az 1988. évi téli olimpiai játékokon
A Holland Antillák a kanadai Calgaryban megrendezett 1988. évi téli olimpiai játékok egyik részt vevő nemzete volt. Az országot az olimpián 2 sportágban 2 sportoló képviselte, akik érmet nem szereztek. A Holland Antillák először vett részt a téli olimpiai játékokon.

## Bob
| Versenyző                            | Versenyszám | 1. futam | 1. futam | 2. futam | 2. futam | 3. futam | 3. futam | 4. futam | 4. futam | Összesítés | Összesítés |
| Versenyző                            | Versenyszám | Idő      | Hely.    | Idő      | Hely.    | Idő      | Hely.    | Idő      | Hely.    | Idő        | Helyezés   |
| ------------------------------------ | ----------- | -------- | -------- | -------- | -------- | -------- | -------- | -------- | -------- | ---------- | ---------- |
| Bart Carpentier Alting Bart Drechsel | Kettes      | 59,60    | 30.      | 1:00,78  | 27.      | 1:01,95  | 32.      | 1:01,40  | 31.      | 4:03,73    | 29.        |

## Szánkó
| Versenyző              | Versenyszám | 1. futam | 1. futam | 2. futam | 2. futam | 3. futam | 3. futam | 4. futam | 4. futam | Összesítés | Összesítés |
| Versenyző              | Versenyszám | Idő      | Hely.    | Idő      | Hely.    | Idő      | Hely.    | Idő      | Hely.    | Idő        | Helyezés   |
| ---------------------- | ----------- | -------- | -------- | -------- | -------- | -------- | -------- | -------- | -------- | ---------- | ---------- |
| Bart Carpentier Alting | Férfi egyes | 50,802   | 37.      | 53,468   | 37.      | 53,501   | 35.      | 52,142   | 35.      | 3:29,913   | 36.        |